# San Pablo de las Salinas
San Pablo de las Salinas es uno de los cuatro pueblos que constituyen en la actualidad el municipio de Tultitlán. Se ubica en la región nororiente del Estado de México, por lo que forma parte del área metropolitana de la Ciudad de México. Sus límites territoriales colindan con los municipios de Coacalco (en el sur), Tultepec (al poniente), Nextlalpan, Jaltenco, Tonanitla y La Capital que es Ciudad de México. De acuerdo con Censo de Población y Vivienda del año 2020 llevado a cabo por el INEGI, cuenta con una población que asciende a los de 157,998 habitantes. Se trata de la tercera localidad más poblada del país que no es cabecera municipal, superada solamente por Ojo de Agua, en el municipio de Tecámac, y Buenavista en el municipio de Tultitlán.

## Geografía
San Pablo de las Salinas se encuentra localizado en las coordenadas geográficas 19°39′56″N 99°05′30″O / 19.66556, -99.09167 y a una altitud de 2 248 metros sobre el nivel del mar. Constituye un exclave del municipio de Tultitlán, localizándose al noreste del sector principal, donde se localiza la cabecera municipal, estando separado por el territorio de los municipios de Tultepec y Coacalco. Dicho exclave se encuentra directamente al norte de la sierra de Guadalupe, formando un valle completamente plano. En cuanto a hidrografía solo se destaca la ubicación cercana al canal de Castera y la cercanía relativa a la laguna de Zumpango. El clima es el homólogo a todo el Valle de México.

## Educación
En esta comunidad existen escuelas públicas que brindan los niveles de educación básica a la comunidad: preescolar, primaria, secundaria y bachillerato. En nivel preescolar se encuentra la escuela José de los Reyes "El Pípila"; en nivel primaria la escuela "Amado Nervo" ubicada en la Av. Jorge Jiménez Cantú; en nivel secundaria se encuentran la Secundaria Técnica n.º 25 "Sor Juana Inés de la Cruz" en Av. Ignacio Zaragoza  y la Secundaria Técnica n.º 167 "Carlos Fuentes" ubicada en calle Oaxaca; Nivel media superior CECyTEM Tultitlan ubicado en Vialidad Constitución de 1857 esq. Jorge Jiménez Cantú S/N. siendo estas las principales de la localidad. También esta comunidad cuenta con diversas escuelas privadas de nivel básico.

## Historia
La Prehistoria
La prehistoria, a la que también llamamos Etapa Lítica, se subdivide a su vez en Arqueolítico (30000 – 9500 a. C.), Cenolítico Inferior (9500 – 5500 a. C.) y Protoneolitico (5500 – 2000 a. C.). En municipios localizados en las orillas de los antiguos lagos de la Cuenca de México como Coacalco, Nextlalpan, Ecatepec, Tecámac y San Pablo de las salinas en Tultitlán, se han encontrado restos fósiles de mamuts que durante largo tiempo habían sido atribuidos a dos especies diferentes, Mammuthus imperator y Mammuthus columbi, aunque hoy en día se estima que todos los especímenes de M. imperator son en realidad miembros de la especie M. columbi. Existen pruebas de que algunos fueron cazados y otros aprovechados por el hombre. El hallazgo de los restos fósiles del mamut de San Pablo de las Salinas ocurrió cuando se excavó un pozo que se utilizaría como fosa séptica, en la casa de la Señora Loreto Juárez. El hecho fue comentado con los familiares y comprendiendo la importancia del hallazgo, el doctor Jorge Guerrero Canales y el Arquitecto Jesús Sánchez lo comunicaron al Instituto Nacional de Antropología e Historia, en diciembre de 1990. Posteriormente fueron comisionados para realizar la exploración, dos Arqueólogos de la Dirección de Salvamento Arqueológico, desarrollándose los trabajos entre enero y mayo de 1991. En la exploración realizada en dicho sitio se encontraron huesos de cuatro mamuts, de caballos y de camello. La disposición en que fueron encontrados los restos del mamut más completo hace suponer que ese animal fue aprovechado por los cazadores-recolectores de aquello tiempos, y se les cálculo una antigüedad aproximada de 15000 años o 13000 antes de Cristo. Este hallazgo es importante, pues nos estaría hablando de la presencia muy antigua del hombre en este territorio.
Clásico (150 – 600/650 d. C.)
El desarrollo de Teotihuacán se vio favorecido por su estratégica ubicación, la cual, a la vez que le permitía el acceso a los abundantes recursos naturales de la Cuenca de México y el control de los depósitos de obsidiana cercanos, facilitaba la comunicación y el intercambio con otras regiones. Se calcula que para el Clásico había un solo centro suprarregional (la ciudad de Teotihuacán), diez centros regionales (1000 – 10000 h) como Azcapotzalco o el Cerro portezuelo, 17 aldeas grandes (500 – 1000 h), 77 aldeas pequeñas (100 – 500 h), 149 caseríos menos de 100h), dos recintos ceremoniales grandes (sin ocupación residencial), nueve recintos ceremoniales pequeños, un yacimiento de obsidiana, un yacimiento de grava y varias estaciones de fabricación de sal. 
San Pablo de las Salinas era una de esas estaciones, pues se han encontrado restos arqueológicos en el Terromote ubicado al poniente de San Pablo de esa época. Más de la Mitad de la población se concentraba en la mitad septentrional de la Cuenca de México, mayoritariamente en el valle de Teotihuacán y de manera secundaria en las regiones de Cuautitlán, Tenayuca y Tacuba. Varios especialistas coinciden en afirmar que la ciudad de Teotihuacán mantuvo un control absoluto sobre la totalidad de los asentamientos de la Cuenca de México, convirtiéndolos en simples proveedores de materias primas y productos para su subsistencia. En la región de Temascalapa, Texcoco y Teotihuacán se cultivaban: maíz, frijol, chile, calabaza, tomate y amaranto, en campos irrigados por los ríos Teotihuacán y Papalotla. En las regiones vecinas de Cuautitlán, Tenayuca y Tacuba, proveían a la ciudad de fibras vegetales, madera en abundancia y sal. San Pablo era uno de esos pueblos. Asentamientos (aldea y caserío) de este tiempo los había en el ya mencionado Terromote al poniente de San Pablo, en Emiquia (cerro de Tultepec), Ecatepec, Axotlán (Cuautitlán Izcalli), Coacalco, Xaltocan, Zumpango, en el barrio de San Juan en Tultitlan, San Mateo y Santa María Cuautepec, prueba de ello son los restos arqueológicos hallados en estos lugares.
La Colonia - El Reconocimiento de las Tierras de San Pablo de las Salinas Entre los años de 1710 a 1718 sucedió un acontecimiento muy importante para San Pablo de las Salinas, el cual consistió en un proceso legal para el recorrido, reconocimiento y amojonamiento de los linderos y extensión de las tierras que pertenecían al pueblo desde inmemorial tiempo. El hecho fue promovido por las autoridades del pueblo de San Pablo de las Salinas: Don Juan Pascual (Alcalde), Don Lorenzo Antonio (Regidor) y Don Juan Francisco (Alguacil Mayor), donde también participaron Nicolás de Zisnaga quien fungía como Juez Receptor por enfermedad del Escribano Público, además de autoridades españolas y colindantes.
Los datos sobre el hecho se obtuvieron de un libro manuscrito que se conserva en el Archivo General de la Nación (AGN, ramo Tierras, vol. 1551, exp. 5.). El acontecimiento inició el 23 de febrero de 1710, cuando Juan Pascual Alcalde de San Pablo, Lorenzo Antonio Regidor y Juan Francisco Alguacil Mayor, hacen una solicitud ante Nicolás de Zisnaga, quien fungía como Juez Receptor por enfermedad del Escribano Público, con el fin de que se recorran los linderos del pueblo y se les entreguen títulos que amparen esas tierras. En el manuscrito se lee lo siguiente:
“…parecemos, ante vuestra merced, en la mejor forma, que allá lugar en derecho, y a el nuestro convenga, y decimos que tenemos y poseemos, las tierras que en la antigüedad, se nos asignaron, que aunque no sabemos, de la cantidad determinada, de caballerías de que se componen, si que lindan, por la parte del norte, con tierras de la hacienda, nombrada Santa Inés, que poseen, los Padres de la Compañía de Jesús, por el sur, con tierras que poseen, los naturales, del pueblo de San Cristóbal, y Don Manuel de Tovar, por el oriente con tierras que poseen los naturales del barrio de Chiconautla, y por el poniente, con tierras que poseen los naturales, del pueblo de Cuautitlán las cuales hemos poseído, poseemos, y poseyeron, nuestros antepasados, quieta y pacíficamente, sin contradicción de persona, alguna, ni perjuicio de tercero, de inmemorial tiempo…” 
Es importante recordar que durante la Época Colonial Coacalco pertenecía a la jurisdicción de Ecatepec, y cuando se dice que San Pablo limitaba al sur con Ecatepec, en realidad es con tierras de Coacalco. Por otra parte, en ese mismo tiempo Tultepec pertenecía a la jurisdicción de Cuautitlán, por lo cual se debe entender que la colindancia por el poniente es con tierras de los naturales de Tultepec. Por último, la hacienda de Santa Inés se localizaba al noroeste de lo que ahora es la Unidad Morelos Tercera Sección.

## Industria y Comercio
Anteriormente se contaban con dos primeras fábricas que apoyaban a la economía de la comunidad, la primera se dedicaba a la producción de bolsas ubicada en la calle Ignacio Zaragoza, la segunda se dedicaba al envasamiento de jugo de naranja ubicada en la calle Francisco I. Madero esquina Leandro Valle.
Actualmente permanecen activas dos fábricas en la cual una de ellas se dedica a la fabricación de escobas, que se localiza en la calle Morelos esquina con la calle Benito Juàrez, por último la segunda empresa es al giro a la elaboración de tostadas, ubicada en la calle Justo Sierra con esquina Mariano Matamoros.
También hay un gran comercio de comida, como pollos rostizados, platillos típicos ( nopalitos, guacamole, pata , carpas, etc.)garnachas, ricos postres ( helados y paletas, pasteles ) y fruta fresca, que se pueden encuentran en la plaza principal del pueblo, además de ricas carnitas y barbacoa los domingos.Así como depósitos de cerveza abiertos las 24 h y casas de empeño.

## Turismo
Museos y Monumentos
Actualmente se está instalando un museo en el pueblo de San Pablo de las Salinas, en el cual se contienen varias piezas arqueológicas encontradas en la zona, así como los restos de un mamut. Existe la intención y se han dado los primeros pasos para instalar otro museo arqueológico e histórico en la cabecera municipal.
Algunos de los monumentos del municipio se encuentran en San Pablo de las Salinas, como lo son: 
- Templo de San Pablo de las Salinas. Tal vez siglo XVII. Se conserva la fachada y la torre. Tiene un retablo barroco.
- Cruz del panteón de San Pablo. Tal vez siglo XVI.
- Cruz de San Pablo de las Salinas. La base siglo XVIII, la cruz tal vez siglo XVI. La cruz se ubica en la calle Justo Sierra.

Festividades
En esta población se llevan a cabo diversas festividades de origen religioso en las cuales se queman fuegos pirotécnicos y se hace una feria a los alrededores del lugar donde se realiza. Las principales festividades son:
- La Conversión de San Pablo: 25 de enero. La feria se realiza el domingo más próximo al 25 de enero en la Parroquia de San Pedro y San Pablo.

- Semana Santa: marzo-abril. Se realizan procesiones y eventos tradicionales de la misma tanto en la Parroquia de San Pedro y San Pablo y en la Parroquia del Señor de la Palma

- El Señor de la Palma: Domingo de Ramos. Se realiza en la Parroquia del Señor de la Palma.

- El Señor de Chalma :Se realiza comúnmente en el mes de abril, dependiendo la organización de la misma. Esta festividad es derivada de una peregrinación tradicional anual al Templo de Señor de Chalma realizada por los habitantes de San Pablo y de otras localidades cercanas.

- San Pedro y San Pablo: 29 de junio. Se realiza en la Parroquia del San Pedro y San Pablo. Es probablemente la festividad con mayor tradición y la más concurrida del Pueblo de San Pablo. Anteriormente según relatan los pobladores, se realizaban verbenas populares y otras costumbres como reuniones familiares, imparticion de Sacramentos comunitarios,  eventos deportivos, etc. A la fecha aún se realizan varios eventos culturales en esta festivdad.